# Geertruit Gordon
Geertruit Gordon (Bergen op Zoom, 1649-1728) was een Nederlandse dichteres. Gordon was een van de eerste vrouwen in Nederland die haar dichtbundels publiceerde onder haar eigen naam terwijl ze nog leefde. Op de titelpagina van haar eerste publicatie staat ook de naam van haar echtgenoot inclusief zijn (magistraats)functie en haar eigen functie (huisvrouw).
Gordon bleek te beseffen dat het bijzonder was dat zij een bundel publiceerde onder haar eigen naam. Ze schrijft dat het bijbels was om haar talenten te gebruiken, vandaar dat zij toch haar talenten in de poëzie wil benutten. In haar bundels ging het over religie, maar ook over haarzelf, haar gezin, familie, en vrienden. Uiteindelijk heeft ze drie dichtbundels uitgegeven.
Haar familie was van Schotse afkomst van aanzien en woonde in Bergen op Zoom. Ze trouwde in 1670 met Paschasius de Graeuw, een houthandelaar, met wie ze vijf dochters en drie zonen had.